# Arcimbaldo I di Borbone
Arcimbaldo o Arcibaldo I di Borbone detto il Franco (930 circa – dopo il 990) fu Signore di Borbone, dal 959 circa alla sua morte.

## Origine
Arcimbaldo, come viene confermato dal documento n° 871, datato gennaio 954, del Recueil des chartes de l'abbaye de Cluny. Tome 1, inerente ad una donazione del padre Aimone in cui nomina i propri figli e la moglie, era il figlio secondogenito del Signore di Borbone, Aimone I e di Aldesinda, discendente della nobiltà carolingia di cui non si conoscono gli ascendenti.
Aimone I di Borbone, come viene confermato ancora dal documento n° 871 del Recueil des chartes de l'abbaye de Cluny. Tome 1, inerente ad una donazione d Aimone stesso in cui nomina i propri genitori, era il figlio primogenito del Signore di Borbone, Aymar o Ademaro e di Ermengarda, discendente della nobiltà carolingia di cui non si conoscono gli ascendenti.

## Biografia
Arcimbaldo (Arkambal) è citato nel documento n° 782 del Recueil des chartes de l'abbaye de Cluny. Tome 1, inerente ad una donazione del padre, Aimone.
Secondo la Histoire du Bourbonnais et des Bourbons qui l'ont possédé, Volume 1, nel 953, suo padre, Aimone, aveva fatto testamento e, come esecutori testamentari aveva nominato il cugino, Ugo il Grande ed i di lui figli, Ugo Capeto e Oddone; la parentela con Ugo Capeto viene confermata dal documento n° XV del Recueil des historiens des Gaules et de la France, tome X, in cui Ugo Capeto definisce il figlio, Arcimbaldo I, ed il nipote, Arcimbaldo II, di Aimone suoi consanguinei (Archimbaldo comite et Archimbaldo filio suo, dilectis consanguineis nostris), questo documento lo si trova anche nelle Preuves de l'Etude sur la chronologie des sires de Bourbon, Xe-XIIIe siècles.
Arcimbaldo è citato, assieme al fratello primogenito, Gerardo (Geraldi et Archimbaldi filiorum eius), nel documento n° 871, datato gennaio 954, del Recueil des chartes de l'abbaye de Cluny. Tome 1,, inerente ad una donazione fatta da suo padre, Aimone, all'abbazia di Cluny.
IL fratello, Gerardo, secondo la Histoire du Bourbonnais et des Bourbons qui l'ont possédé, Volume 1, morì giovane, prima del padre.
Sulla morte di suo padre, Aimone non si hanno notizie sicure; morì prima del 959, poiché, in quella data, Arcimbaldo, sempre secondo la Histoire du Bourbonnais et des Bourbons qui l'ont possédé, Volume 1, risultava Signore di Borbone.
Tra il 961 ed il 984, Arcibaldo compare, come donatore o come testimone in circa una decina di documenti del Recueil des chartes de l'abbaye de Cluny. Tome 2; ed in un documento del Recueil des chartes de l'abbaye de Cluny. Tome 3.
Nel 968, dopo che papa Giovanni XIII, tramite una Bolla pontificia aveva approvato una donazione di Arcimbaldo, secondo la Histoire du Bourbonnais et des Bourbons qui l'ont possédé, Volume 1, quest'ultimo aveva assunto il titolo di visconte.
La data della morte di Arcibaldo è controversa, secondo la Histoire du Bourbonnais et des Bourbons qui l'ont possédé, Volume 1, morì nel 985, mentre altri, come Etude sur la chronologie des sires de Bourbon, Xe-XIIIe siecles, pongono la sua morte nel 1030 circa; molto probabilmente morì nell'ultimo decennio del X secolo, due documenti del Recueil des chartes de l'abbaye de Cluny. Tome 3, attestano che Arcibaldo era ancora in vita, nel 993, e, nel 994.
Alla sua morte gli succedette il figlio, Arcimbaldo, come Arcimbaldo II, Signore di Borbone, già nel 995.

## Matrimonio e discendenza
Arcimbaldo, prima del 961, aveva sposato Rotgarda, di cui non si conoscono gli ascendenti, come viene confermato dal documento n° 1097, datato luglio 961, del Recueil des chartes de l'abbaye de Cluny. Tome 2, nel quale Arcimbaldo fece una donazione assieme alla moglie Rotgarda (Archinbodus et uxor mea Rotgardis).
Arcimbaldo da Rotgarda ebbe un figlio:
- Arcimbaldo (970 circa - 1033)[4][5].